# NeoAxis Engine
NeoAxis Engine é um motor de jogo 3D proprietário, criado pela NeoAxis Group. Utiliza C# e a plataforma .NET, e é compatível com qualquer linguagem de programação que suporta .NET. Para a renderização, utiliza OGRE.